# 오형 (고려)
오형(吳詗, 1242년 ~ 1314년)은 고려의 문신이다. 본관은 해주(海州). 초명은 오한경(吳漢卿), 자는 월수(月叟), 호는 쾌암(快菴)이며, 해주(海州) 출신이다.
1260년(원종 1년) 국자감시(國子監試)에 장원 급제해 동궁시학(東宮侍學)으로 선발되었다.
1261년(원종 2년) 을과(乙科) 4위로 문과에 급제한 후 남경사록(南京司錄)과 중서주서(中書注書)를 역임하였다.
충렬왕 때 첨의사인(僉議舍人)을 지내고, 금녕부(金寧府 : 現 경상남도 김해시) 수령으로 나갔다가, 임기가 차자 군부총랑(軍簿摠郞)으로 임명되었는데 임명장이 도착하기 전에 오형은 임기가 다 찼으니 더 이상 머물 수 없다며 떠나버렸다. 얼마 후 안렴사(按廉使) 유현(劉顯)이 금녕(金寧)에 있다가 도적의 칼에 찔려 죽자 모든 부(府)가 국문을 당하였으나 오형만은 면할 수 있었다.
1297년(충렬왕 23년) 좌사의대부(左司議大夫)·밀직부사(密直副使)에 올랐고, 1308년(충선왕 즉위년) 사림원학사(詞林院學事)·삼사우사(三司右使)가 되었다.
충선왕이 처음 정사(政事)를 시작하였을 때 사림원(詞林院)에 사학사(四學士)를 두어 함께 정리(政理)를 도모하는데, 오형은 그 중의 한 사람이었다. 제궁(諸宮) 및 내료(內僚)의 이름을 고치고, 궁주(宮主)를 옹주(翁主)로 고치는 등의 일을 주관하였다.
중요 관직을 두루 거쳐 첨의찬성사(僉議贊成事), 감춘추관사(監春秋館事), 지선부사(知選部事)로 치사(致仕)하였다.
1314년(충숙왕 원년) 음력 4월 10일(양력 5월 24일) 첨의찬성사(僉議贊成事)로 치사(致仕)한 오형이 졸하니 나이 일흔 셋이었다. 시호는 문온(文溫)이다.
《고려사 열전》에 오형은 학문이 높고 박식하며 마음이 너그럽고 윗사람[長子]으로서의 풍모가 있었다고 기록하고 있다.

## 가족
- 조부 : 오종윤(吳宗尹)
  - 부 : 오극정(吳克正)
    - 동생 : 오양우(吳良遇)

  - 처부 : 조변(趙抃)
    - 부인 : 횡성 조씨(橫城趙氏)
      - 아들 : 오수(吳璲)
      - 아들 : 오정(吳珽)
      - 아들 : 오찬(吳瓚)